# 西大庄窠
40°31′11″N 115°46′39″E / 40.519752°N 115.777590°E张山营镇大庄科村（晋语：大庄窠），为与同属延庆区的大庄科乡大庄科村作区别通称“西大庄科村”（晋语：西大庄窠村），是北京市延庆区佛峪口沟深处小海坨山区的一个山村，是2022年冬季奥林匹克运动会延庆赛区的举办地，冬奥森林公园则建在山下的佛峪口村。

## 历史
西大庄窠村清代时称为庄窠村。

## 地理
西大庄窠位于张山营镇西北9公里，延庆镇西北17.5公里。地处小海坨山（松山）南麓，原为松山自然保护区腹地，现已划出。

## 設施
- 国家雪车雪橇中心
- 国家高山滑雪中心

## 链接
- 大庄科村在张山营镇的位置